# 町田忠治
町田 忠治（まちだ ちゅうじ、文久3年3月30日（1863年5月17日） - 昭和21年（1946年）11月12日）は、明治から昭和期の政治家、実業家、ジャーナリスト。
衆議院議員（当選10回）。立憲民政党・日本進歩党総裁、農林大臣・商工大臣・大蔵大臣（兼任）などを歴任したが最晩年は公職追放された。正三位勲一等。号は幾堂。愛称はノンキナトウサン。

## 生涯

### 生い立ち
出羽国秋田郡久保田城下の秋田保戸野八丁新田上丁（現秋田県秋田市保戸野八丁）に秋田藩士・町田伝治の四男として誕生。父伝治は3歳の時に亡くなったため、祖父町田平治と母シン子によって育てられた。大正期の『中央公論』編集長・滝田樗陰は甥にあたる。
1875年（明治8年）に叔母町田直の養子となり、家督を継いだ。学齢に達して、初め近くの塾で和漢学を学び、学制施行後は西郭学校（現秋田市立保戸野小学校）に入学したが、間もなく太平学校付属小学校（現秋田大学教育文化学部附属小学校）に転校した。
1876年（明治9年）には太平小学校の中学科が名称変更になった変則中学科に進学した。中学科は間もなく中学師範予備科（現秋田県立秋田高等学校）と改称され、1880年（明治13年）に卒業した。町田の秀才ぶりは「保戸野の神童」と言われるほどで、手形の井上広居、楢山の田中隆三とともに有名だった。

### 大学進学
卒業後、一木喜徳郎らと共に成立学舎で学び、県費留学生として東京大学の予備課程である大学予備門に入学した。東京の風土と生活が体になじまず、やがて脚気を患い、病気療養のため一時学業を中断して帰郷した。1883年（明治16年）、秋田日報（秋田魁新報の前身）の主筆に招聘され秋田に滞在した犬養毅に出会う。大隈系の人脈に連なり、改進党系の新聞に記者となり、後に、政党政治家となる端緒となった。
1884年（明治17年）夏、秋田まで町田に再上京を促しに訪れた予備門時代の同級生内田康哉とともに上京。東京大学法学部撰科に入学し、本科に進学した内田康哉・林権助ら予備門時代の同期生と机を並べる。再び県費留学生に選ばれ、1887年（明治20年）に帝国大学法科大学撰科を修了した。大学予備門を修了していないため正科卒業とはならず、法学士号を得ていない。

### 記者生活
大学の恩師金子堅太郎の勧めで、法制局に勤務するものの当初の志望通り1年で退官し、1888年（明治21年）に論説記者として「朝野新聞」に入社した。これは犬養毅の手引きによるものだったが、犬養・尾崎行雄らとともに論陣を張った。藩閥政府の弾圧によって同新聞の経営が困難となり、1891年（明治24年）11月には尾﨑らとともに大隈重信の「郵便報知新聞」に移り、犬養・尾﨑が国会議員となると実質上経営の実権者となった。また、財政学を学んでイタリアの碩学、ルイージ・コッサ（Luigi Cossa）の「財政学」を翻訳して著し、早稲田専門学校では教科書用に採択した。

### 外遊の成果
1893年（明治26年）5月に横浜港からアメリカ経由でイギリスに外遊した。ほぼ1年間イギリスの政治、財政、経済の知識を吸収して帰国した。間もなく郵便報知新聞を退社し、ロンドン滞在中に経済雑誌「ジ・エコノミスト」（The Economist）がイギリス経済界に大きな指導的地位にあるのを見て日本での必要性を痛感し、1895年（明治28年）11月に「東洋経済新報」を創刊した。この時期に石橋湛山を記者として採用したのは町田である。経営が軌道に乗った翌年12月には友人である天野為之に譲り、1896年（明治30年）には日本銀行に調査役として入った。

### 財界進出
1898年（明治31年）1月に日銀総裁岩崎弥之助の特別使命を帯びて、大阪支店監査役に転じた。特命の内容は、日本銀行の官僚的な体質を改め、大阪の経済人と腰を低くして接するようにという趣旨のものであった。翌年3月、「日銀幹部ストライキ事件」に連座して鶴原定吉、植村俊平らの東大出身幹部らと共に大阪支店退任後、山口財閥の中心企業であった山口銀行（後の三和銀行）の総理事就任要請を受け、引き続き大阪に留まることになった。虚弱体質だった銀行の体質改善と経営刷新を断行して山口銀行再建に乗り出し、10年後には拡大発展させ、大阪財界の指導的地位に立つまでに成長させた。
1909年（明治42年）5月に慶應義塾を卒業して成人となった四代目当主吉郎兵衛を伴って、半年間欧米に外遊し翌年山口家を退いた。

### 政界進出
1912年（明治45年）5月15日実施の第11回衆議院議員総選挙に秋田県郡部区から立候補して3565票の最高点で当選し、政治家としてのスタートを切った。1914年（大正3年）に第2次大隈内閣の農商務参政官に異例の大抜擢をされ、米価問題に取り組み、その調節や施設につとめた。
所属政党は立憲国民党、立憲同志会（1913年（大正2年）2月）、憲政会（1916年（大正5年）10月）と移り、健全な野党、憲政会の有力な党員として、苦節10年の修練時代に入った。
1919年（大正8年）以降はたびたび憲政会総務を務め、一方で1919年から1926年まで報知新聞社社長も兼任した。

### 大臣と総裁就任

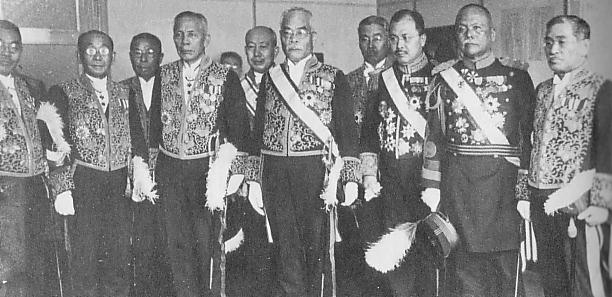
濱口内閣（1929年）。左から2人目が町田

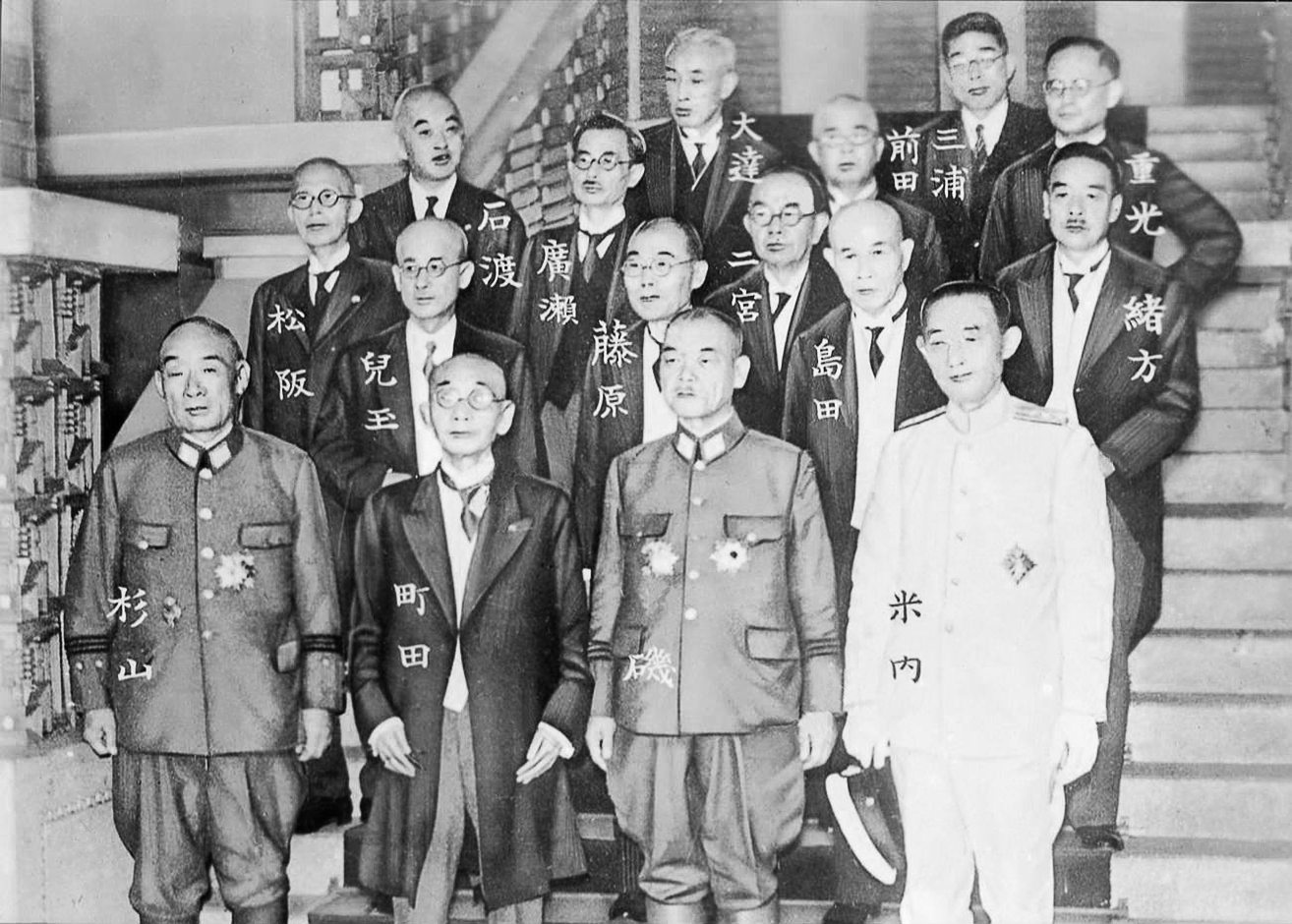
最後に入閣した小磯内閣（1944年）。最前列左から2人目が町田

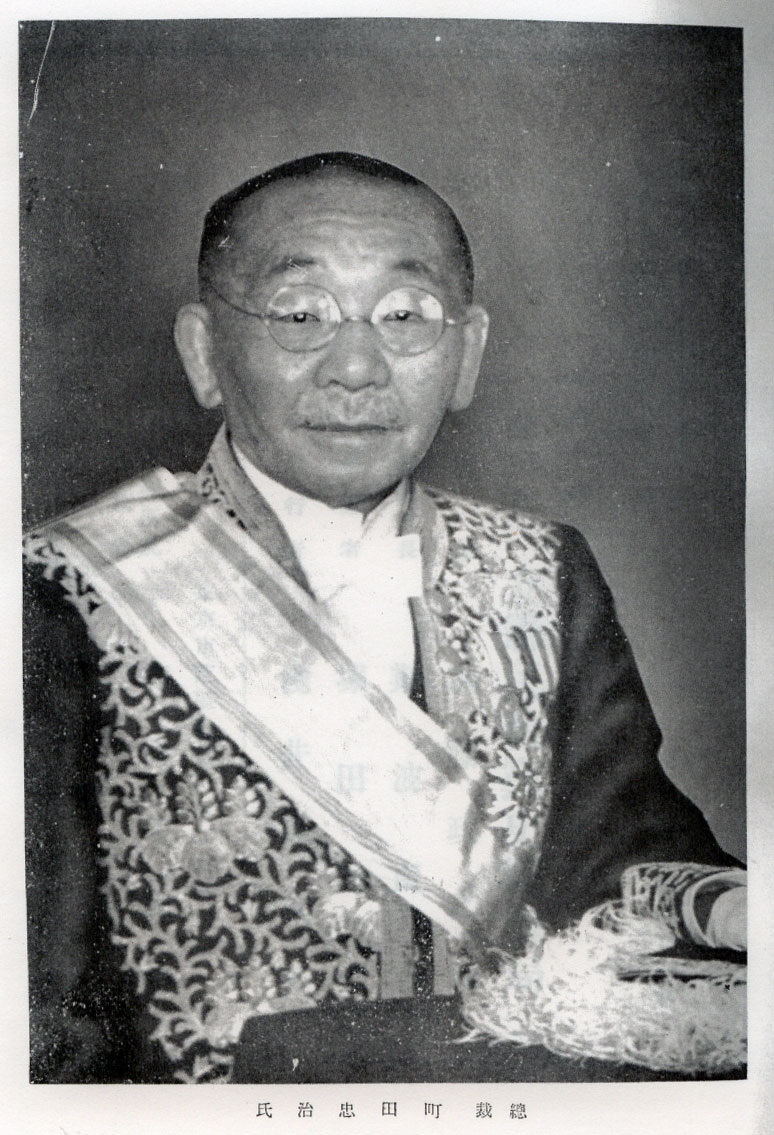
町田忠治

1920年（大正9年）5月の総選挙で落選したものの、1924年（大正13年）10月に返り咲き、加藤高明内閣の衆議院予算委員長として活躍した。その後憲政会の筆頭総務の地位に就き、1926年（大正15年）6月には[[[第1次若槻内閣|第一次若槻内閣]]の農林大臣として初入閣を果たした。翌年6月に憲政会は政友本党と合同して立憲民政党（以下、民政党と略）を結成してその総務に就任した。
さらに1929年（昭和4年）7月に濱口内閣で再び農林大臣に親任され、第二次若槻内閣でも引き続き再任された。農相としては、農村の負債整理や現金収入の途を講じて疲弊の苦境を緩和し、同時に農村開発に尽力したことと、米価の極端な変動を防止する米価政策を立てて、当時の与野党ともに賛成を取り付ける、政治史上画期的な業績を残している。
1934年（昭和9年）7月の岡田内閣成立とともに懇願されて相談役として商工大臣に親任され、中小企業援助のため商工組合中央金庫の設立という大仕事を成し遂げた。さらに同年10月に若槻禮次郎の民政党総裁辞任に伴い、その後任に推されたものの、すぐには就かず、民政党総務会長として総裁代行を務めた。政局の推移と熱烈なる党を挙げての懇望にほだされ、ついに1935年（昭和10年）1月20日に第3代民政党総裁に就任した。翌1936年（昭和11年）2月実施の総選挙で民政党は飛躍的大勝をおさめ、政友会に代わって第一党となったが、その直後に二・二六事件が発生。事件で暗殺された高橋是清の後任として大蔵大臣を兼任した。また、町田は二・二六事件に際し、「断然たる処置を採らなければパニックが起き、金融方面に悪影響を及ぼす」と昭和天皇に忠告し、昭和天皇の討伐方針を後押ししている。その後、第一次近衛内閣、平沼内閣、第二次近衛内閣の内閣参議、小磯内閣の無任所大臣を歴任した。

### 民政党解党と敗戦
五・一五事件以降、憲政の常道は崩れ軍国主義・軍閥政治が広がり始め、町田の首相への道はついに開かれることはなかった。近衛新体制運動の展開に伴い、民政党は最後まで解党に抵抗したものの、1940年（昭和15年）8月15日に解党を余儀なくされた。近衛の側近風見章は原田熊雄に対し、

「町田氏ノ任務ハ 民政党ヲ解消セシムルダケガ役割ニシテ ソレ以上ノ役割ヲ買ハントスルガゴトキハ 身ノ程ヲ知ラズト云ハザルヲ得ズ。民政党ノ解党ト同時ニ 民政党今日マデノダラシ無カリシ党情ノ責任ヲ 一身ニ背負ヒ 隠退シテコソ 公人ノ責任ヲ果タスモノト云フベシ。コノ点間違アルベカラズ」
—風見章,「風見章日記」1940年5月29日付

と述べて、党崩壊を阻止しようとする町田の奔走ぶりを嘲笑した。
翌年に翼賛議員同盟顧問、1942年（昭和17年）翼賛政治会顧問、1944年（昭和19年）大日本政治会顧問に就任した。町田は男爵叙任や枢密院副議長任命、阿部内閣および米内内閣で入閣をそれぞれ奨められたが、一代議士として国家のために働く信念を押し通した。
太平洋戦争中には度々議会の壇上から国民の気力に激励を与え、奮起を促した。敗戦後の1945年（昭和20年）9月5日、第88臨時議会に提出された「承詔必謹決議案」の趣旨説明で登壇し、「明治以来の偉業のむなしきを嘆き、日本の再建は文化の発展にあることを明らかにし、国民は一致国体を維持し、前途に微光を望んで新生日本の建設に全智全能を発揮するであろう」と言々血を吐き、声涙倶に下る歴史的大演説をなして国民を粛然たらしめたという。

### 最晩年
解消されていた政党復活に伴い、1945年（昭和20年）11月に大日本政治会を母体として日本進歩党を結成し、その総裁に就任したが、翌1946年（昭和21年）1月にGHQの公職追放令によって総裁の地位を追われ、平澤長吉を後継者として政界を引退した。
同年夏頃から急速に老衰が目立ち始め、10月末に牛込区若松町の第一国立病院（現：国立国際医療研究センター）に入院、わずか二週間後の11月12日午前4時38分、84年の生涯を閉じた。戒名は「憲忠殿衆誉無涯幾堂大居士」。葬儀は友人代表の幣原喜重郎が葬儀委員長を務め、同15日小石川護国寺で盛大に執り行われた。東京都小石川の護国寺と秋田市誓願寺に墓がある。

## 評価
町田は金融や経営の世界で手腕を発揮し、政界入りして後も主として経済・産業政策に通じ、いくつもの成果を残した。またジャーナリズムや洋行によって培われた広い視野も持ち合わせていた。平時であればさらに評価され、首班にもなり得た町田の悲運は、依って立つべき政党政治が瓦解していったことである。中間内閣時代には準与党的な立場から自党の主張を部分的に政策・立法化できたが、それは軍部と根本対立しないことの引き換え（バーター）の結果でもあった。党内統治の面でも、永井柳太郎・大麻唯男ら党内親軍派を抑え切れず、最終的に民政党解党に至った。東條内閣以降も政党政治家としての矜持を保ったにもかかわらず、政界重鎮として翼賛政治会や小磯内閣に関わったことで公職追放となり、不遇な晩年を迎えた。

## エピソード
- 愛称の「ノンキナトウサン」は報知新聞に連載されていた麻生豊の4コマ漫画『ノンキナトウサン（暢気な父さん）』の主人公に似ていたことから付いた。因みに連載当時の報知新聞社長は町田である。
- 人に会うたび毎に「近日中に飯でも食おう」と声をかけるのを常としたが、実際に食事に行くことは余りなかった。これが知られて「ノントウのキンメシ」などと言われるようになった。「ノントウ」は彼の愛称「ノンキナトウサン」の、「キンメシ」は「近日中に飯でも……」の略である。また、田中角栄が、第二次臨時行政調査会を勤めた土光敏夫に対して慰労会を開催した際に、土光が「角さんはキンメシじゃなかったですね」と感想を述べたことでも有名。

## 栄典
- 1911年（明治44年）8月24日 - 金杯一組[7]
- 1915年（大正4年）11月10日 - 大礼記念章[8]
- 1940年（昭和15年）8月15日 - 紀元二千六百年祝典記念章[9]

## 選挙結果
1912年5月15日の第11回総選挙で秋田県郡部区（定数6）から立候補して初当選を果たした。以後、1920年（大正9年）5月10日の第14回総選挙で1度落選したものの、1942年（昭和17年）4月30日の第21回総選挙まで通算10回当選した。
時の内閣：第2次西園寺内閣 任期満了日： 投票日：1912年（明治45年）5月15日
| 当落 | 氏名         | 年齢 | 所属党派   | 新旧 | 得票    | 得票率 | 推薦・支持 |
| ---- | ------------ | ---- | ---------- | ---- | ------- | ------ | ---------- |
| 当   | 町田忠治     | 49   | 立憲国民党 | 新   | 3,565票 | 18.13% |            |
| 当   | 榊田清兵衛   | 47   | 立憲政友会 | 前   | 2,978票 | 15.15% |            |
| 当   | 齋藤宇一郎   | 45   | 立憲国民党 | 前   | 2,787票 | 14.18% |            |
| 当   | 添田飛雄太郎 | 47   | 立憲国民党 | 前   | 2,636票 | 13.41% |            |
| 当   | 田中隆三     | 47   | 立憲政友会 | 新   | 2,542票 | 12.93% |            |
| 当   | 三浦盛徳     | 52   | 立憲政友会 | 前   | 1,662票 | 8.45%  |            |
|      | 近江谷栄次   | 37   | 中央倶楽部 | 前   | 1,655票 | 8.42%  |            |
|      | 大久保鉄作   | 61   | 立憲政友会 | 元   | 1,529票 | 7.78%  |            |
|      | その他       |      |            | 新   | 307票   | 1.56%  |            |

時の内閣：第2次大隈内閣 解散日：1914年（大正3年）12月25日 投票日：1915年（大正4年）3月25日
| 当落 | 氏名         | 年齢 | 所属党派   | 新旧 | 得票    | 得票率 | 推薦・支持 |
| ---- | ------------ | ---- | ---------- | ---- | ------- | ------ | ---------- |
| 当   | 町田忠治     | 51   | 立憲同志会 | 前   | 3,208票 | 15.86% |            |
| 当   | 齋藤宇一郎   | 48   | 立憲同志会 | 前   | 3,179票 | 15.71% |            |
| 当   | 伊藤恭之助   | 45   | 立憲同志会 | 新   | 2,976票 | 14.71% |            |
| 当   | 添田飛雄太郎 | 50   | 立憲同志会 | 前   | 2,916票 | 14.41% |            |
| 当   | 榊田清兵衛   | 50   | 立憲政友会 | 前   | 2,509票 | 12.40% |            |
| 当   | 中村千代松   | 48   | 立憲国民党 | 新   | 1,906票 | 9.42%  |            |
|      | 大久保鉄作   | 64   | 立憲政友会 | 元   | 1,845票 | 9.12%  |            |
|      | 渡辺文八郎   | 58   | 立憲政友会 | 新   | 1,676票 | 8.28%  |            |
|      | その他       |      |            | 新   | 16票    | 0.08%  |            |

時の内閣：寺内内閣 解散日：1917年（大正6年）1月25日 投票日：1917年（大正6年）4月20日
| 当落 | 氏名         | 年齢 | 所属党派   | 新旧 | 得票    | 得票率 | 推薦・支持 |
| ---- | ------------ | ---- | ---------- | ---- | ------- | ------ | ---------- |
| 当   | 池田亀治     | 49   | 立憲政友会 | 新   | 2,667票 | 14.27% |            |
| 当   | 榊田清兵衛   | 52   | 立憲政友会 | 前   | 2,601票 | 13.91% |            |
| 当   | 齋藤宇一郎   | 50   | 憲政会     | 前   | 2,566票 | 13.73% |            |
| 当   | 町田忠治     | 53   | 憲政会     | 前   | 2,267票 | 12.13% |            |
| 当   | 高橋本吉     | 44   | 立憲政友会 | 新   | 2,158票 | 11.54% |            |
| 当   | 添田飛雄太郎 | 52   | 憲政会     | 前   | 1,963票 | 10.50% |            |
|      | 中村千代松   | 50   | 立憲国民党 | 前   | 1,947票 | 10.41% |            |
|      | 伊藤恭之助   | 47   | 憲政会     | 前   | 1,916票 | 10.25% |            |
|      | 明石順吉     | 51   | 無所属     | 新   | 599票   | 3.20%  |            |
|      | その他       |      |            | 新   | 11票    | 0.06%  |            |

時の内閣：原内閣 解散日：1920年（大正9年）2月26日 投票日：1920年（大正9年）5月10日
| 当落 | 氏名     | 年齢 | 所属党派   | 新旧 | 得票    | 得票率 | 推薦・支持 |
| ---- | -------- | ---- | ---------- | ---- | ------- | ------ | ---------- |
| 当   | 高橋本吉 | 47   | 立憲政友会 | 前   | 2,521票 | 52.35% |            |
|      | 町田忠治 | 56   | 憲政会     | 前   | 2,249票 | 46.70% |            |
|      | その他   |      |            | 新   | 46票    | 0.96%  |            |

時の内閣：清浦内閣 解散日：1924年（大正13年）1月31日 投票日：1924年（大正13年）5月10日
| 当落 | 氏名     | 年齢 | 所属党派   | 新旧 | 得票    | 得票率 | 推薦・支持 |
| ---- | -------- | ---- | ---------- | ---- | ------- | ------ | ---------- |
| 当   | 町田忠治 | 60   | 憲政会     | 元   | 4,194票 | 50.92% |            |
|      | 横山助成 | 40   | 立憲政友会 | 新   | 4,037票 | 49.02% |            |
|      | その他   |      |            | 新   | 5票     | 0.06%  |            |

時の内閣：田中義一内閣 解散日：1928年（昭和3年）1月21日 投票日：1928年（昭和3年）2月20日
| 当落 | 氏名         | 年齢 | 所属党派   | 新旧 | 得票     | 得票率 | 推薦・支持 |
| ---- | ------------ | ---- | ---------- | ---- | -------- | ------ | ---------- |
| 当   | 町田忠治     | 64   | 立憲民政党 | 前   | 18,352票 | 21.28% |            |
| 当   | 池内広正     | 50   | 立憲政友会 | 新   | 17,394票 | 20.17% |            |
| 当   | 田中隆三     | 63   | 立憲民政党 | 前   | 17,221票 | 19.97% |            |
| 当   | 鈴木安孝     | 50   | 立憲政友会 | 新   | 16,702票 | 19.37% |            |
|      | 信太儀右衛門 | 35   | 立憲民政党 | 前   | 13,584票 | 15.75% |            |
|      | 畠山松治郎   | 33   | 日本労農党 | 新   | 2,995票  | 3.47%  |            |

時の内閣：濱口内閣 解散日：1930年（昭和5年）1月21日 投票日：1930年（昭和5年）2月20日
| 当落 | 氏名         | 年齢 | 所属党派   | 新旧 | 得票     | 得票率 | 推薦・支持 |
| ---- | ------------ | ---- | ---------- | ---- | -------- | ------ | ---------- |
| 当   | 田中隆三     | 65   | 立憲民政党 | 前   | 20,799票 | 23.57% |            |
| 当   | 町田忠治     | 66   | 立憲民政党 | 前   | 20,790票 | 23.56% |            |
| 当   | 信太儀右衛門 | 37   | 立憲民政党 | 元   | 20,574票 | 23.32% |            |
| 当   | 鈴木安孝     | 52   | 立憲政友会 | 前   | 12,692票 | 14.38% |            |
|      | 石川定辰     | 50   | 立憲政友会 | 新   | 7,979票  | 9.04%  |            |
|      | 金子吉太郎   |      | 地方無産党 | 新   | 4,406票  | 4.99%  |            |
|      | 金作之助     |      | 立憲養正会 | 新   | 997票    | 1.13%  |            |

時の内閣：犬養内閣 解散日：1932年（昭和7年）1月21日 投票日：1932年（昭和7年）2月20日
| 当落 | 氏名         | 年齢 | 所属党派   | 新旧 | 得票     | 得票率 | 推薦・支持 |
| ---- | ------------ | ---- | ---------- | ---- | -------- | ------ | ---------- |
| 当   | 杉本国太郎   | 55   | 立憲政友会 | 新   | 23,085票 | 25.44% |            |
| 当   | 鈴木安孝     | 54   | 立憲政友会 | 前   | 22,667票 | 24.98% |            |
| 当   | 田中隆三     | 67   | 立憲民政党 | 前   | 16,164票 | 17.81% |            |
| 当   | 町田忠治     | 68   | 立憲民政党 | 前   | 15,294票 | 16.85% |            |
|      | 信太儀右衛門 | 39   | 立憲民政党 | 前   | 13,539票 | 14.92% |            |

時の内閣：岡田内閣 解散日：1936年（昭和11年）1月21日 投票日：1936年（昭和11年）2月20日
| 当落 | 氏名         | 年齢 | 所属党派   | 新旧 | 得票     | 得票率 | 推薦・支持 |
| ---- | ------------ | ---- | ---------- | ---- | -------- | ------ | ---------- |
| 当   | 町田忠治     | 72   | 立憲民政党 | 前   | 26,426票 | 30.87% |            |
| 当   | 信太儀右衛門 | 43   | 立憲民政党 | 元   | 17,195票 | 20.08% |            |
| 当   | 中川重春     | 45   | 立憲民政党 | 新   | 13,581票 | 15.86% |            |
| 当   | 中田儀直     | 46   | 立憲政友会 | 新   | 11,145票 | 13.02% |            |
|      | 石川定辰     | 56   | 立憲政友会 | 新   | 11,144票 | 13.02% |            |
|      | 金作之助     |      | 立憲養正会 | 新   | 6,126票  | 7.16%  |            |

時の内閣：林内閣 解散日：1937年（昭和12年）3月31日 投票日：1937年（昭和12年）4月30日
| 当落 | 氏名         | 年齢 | 所属党派   | 新旧 | 得票     | 得票率 | 推薦・支持 |
| ---- | ------------ | ---- | ---------- | ---- | -------- | ------ | ---------- |
| 当   | 町田忠治     | 73   | 立憲民政党 | 前   | 18,429票 | 22.39% |            |
| 当   | 信太儀右衛門 | 44   | 立憲民政党 | 前   | 13,934票 | 16.93% |            |
| 当   | 中田儀直     | 47   | 立憲政友会 | 元   | 13,224票 | 16.06% |            |
| 当   | 中川重春     | 46   | 立憲民政党 | 前   | 12,276票 | 14.91% |            |
|      | 古沢斐       |      | 社会大衆党 | 新   | 9,117票  | 11.07% |            |
|      | 石川定辰     | 57   | 立憲政友会 | 前   | 8,328票  | 10.12% |            |
|      | 金作之助     |      | 立憲養正会 | 新   | 5,503票  | 6.68%  |            |
|      | 中村次郎     |      | 興国自治会 | 新   | 1,512票  | 1.84%  |            |

時の内閣：東條内閣 任期満了日： 投票日：1942年（昭和17年）4月30日
| 当落 | 氏名         | 年齢 | 所属党派                             | 新旧 | 得票     | 得票率 | 推薦・支持 |
| ---- | ------------ | ---- | ------------------------------------ | ---- | -------- | ------ | ---------- |
| 当   | 町田忠治     | 78   | 翼賛政治体制協議会推薦＝旧立憲民政党 | 前   | 18,611票 | 22.09% |            |
| 当   | 信太儀右衛門 | 49   | 翼賛政治体制協議会推薦＝旧立憲民政党 | 前   | 11,296票 | 13.41% |            |
| 当   | 二田是儀     | 46   | 翼賛政治体制協議会推薦＝旧立憲政友会 | 新   | 11,120票 | 13.20% |            |
| 当   | 中川重春     | 51   | 非推薦〈無所属〉＝旧立憲民政党       | 前   | 10,471票 | 12.43% |            |
|      | 中田儀直     | 52   | 翼賛政治体制協議会推薦＝旧立憲政友会 | 前   | 10,337票 | 12.27% |            |
|      | 金作之助     |      | 非推薦〈無所属〉＝旧立憲養正会       | 新   | 6,888票  | 8.18%  |            |
|      | 古沢斐       |      | 非推薦＝東方会                       | 新   | 6,540票  | 7.76%  |            |
|      | 加賀谷保吉   |      | 非推薦〈無所属〉＝旧立憲民政党       | 新   | 5,992票  | 7.11%  |            |
|      | 畠山重勇     | 46   | 非推薦〈無所属〉＝旧立憲民政党       | 新   | 2,985票  | 3.54%  |            |